# Castanho direto 95
Castanho direto 95 (AO 1945: Castanho directo 95)  é o composto orgânico, corante azo-composto, de fórmula C31H20N6Na2O9S e massa  molecular 698,57. Classificado com o número CAS 16071-86-6, C.I. 30145 e CBNumber CB6875055. Na forma de complexo de cobre possui a fórmula C31H18CuN6O9S.2Na.

## Obtenção
É obtido por dupla nitretação da 4-(4-aminofenil)benzenamina, primeiramente copulada com ácido 2-hidroxibenzoico, e então diazotação de ácido 3-amino-4-hidroxibenzenossulfônico, e copulação com resorcinol, na forma de complexo de cobre  de compostos de nitrogênio individuais acidentalmente acoplados.

## Uso
Aplica-se em  tingimento de fibra de celulose, com maior afinidade na temperatura de 100 ℃, com íons de cobre e ferro causando ligeira descoloração.